# پیلار دلا هورادادا

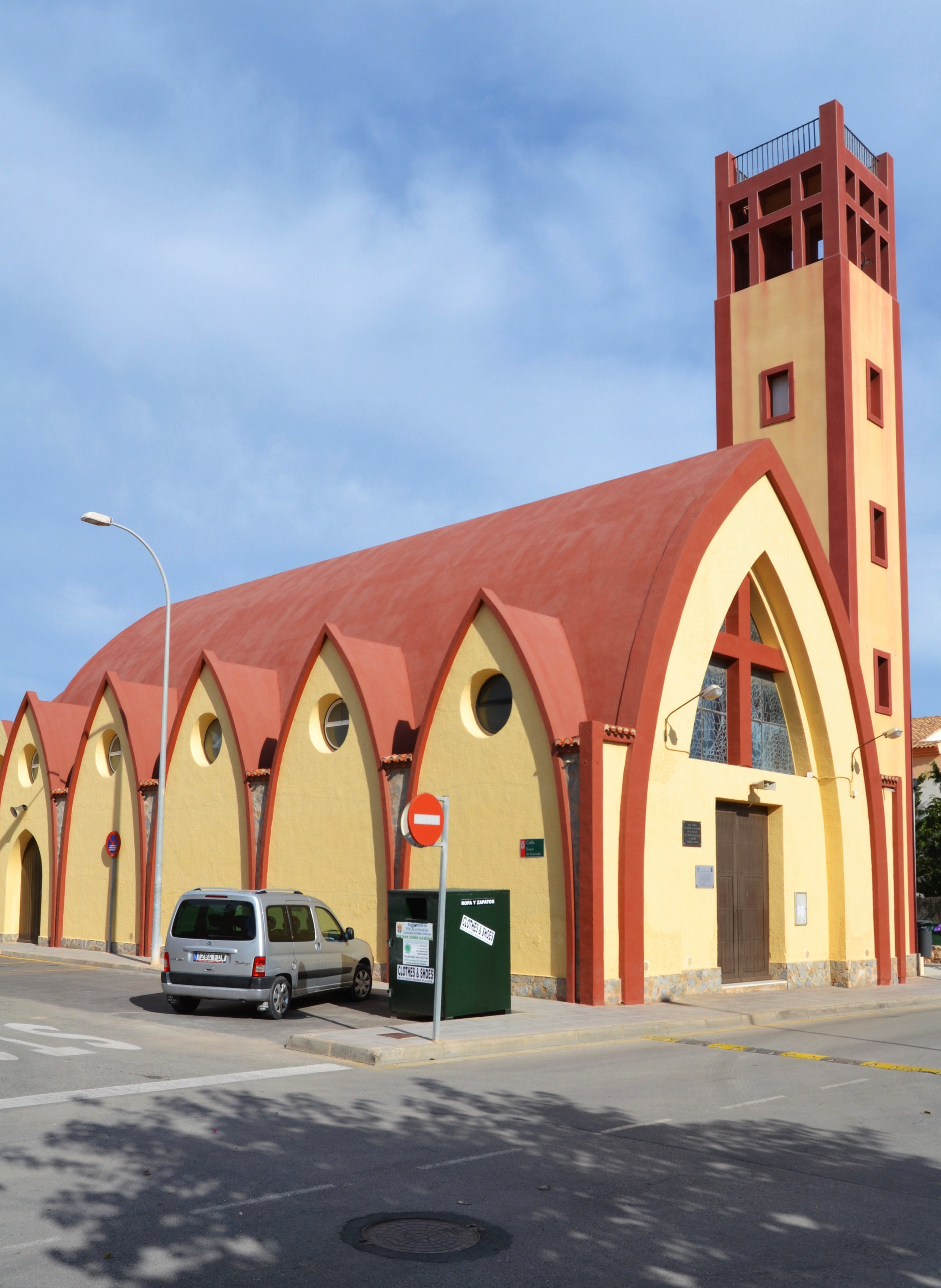
نمایی از کلیسای دهستان پیلار د لا هورادادا، در استان آلیکانتهٔ اسپانیا - ۲۰۱۴

پیلار د لا هورادادا دهستانی در استان آلیکانتهٔ اسپانیا است.
در این دهستان ۱۹٬۵۷۸ نفر زندگی می‌کنند. مساحت این دهستان ۷۶٫۸۷ کیلومتر مربع است.